# Provincia de Neira
La  Provincia de Neira es una de las provincias del departamento de Boyacá (Colombia). Cuenta con 6 Municipios.

## Etimología
Su nombre debe al líder militar y político neogranadino Juan José Neira (1793-1841)

## Límites provinciales
La Provincia de Neira limita con:
| Noroeste: Provincia de Márquez | Norte: Provincia de Márquez                           | Nordeste: Provincia de Lengupá                |
| Oeste: Provincia de Oriente    |                                                       | Este: Provincia de Lengupá                    |
| Suroeste: Provincia de Oriente | Sur: Provincia del Guavio (Cundinamarca) (Río Guavio) | Sureste: Departamento del Casanare (Río Upía) |

## Municipios
| Insignia | Nombre             | Área (km²)   | Habitantes | Altitud (m s. n. m.) | Año de fundación | Código postal |
| -------- | ------------------ | ------------ | ---------- | -------------------- | ---------------- | ------------- |
|          | Chinavita          | 148          | 3.373      | 1757                 | 1822             | 153280        |
|          | Garagoa            | 191,75 km²   | 19.208     | 1675                 | 1565             | 152860        |
|          | Macanal            | 199,5 km²    | 5.295      | 1675                 | 1807             | 152840        |
|          | Pachavita          | 68 km²       | 2.573      | 1985                 | 1716             | 153210        |
|          | San Luis de Gaceno | 458,5 km²    | 5.810      | 395                  | 1912             | 152801        |
|          | Santa María        | 326,44 km²   | 3.687      | 830                  | 1944             | 152820        |
|          | Total              | 1.392,19 km² | 39.946     | -                    | -                | -             |